# Universiteit Paderborn
De  Universiteit Paderborn (Universität Paderborn) is een universiteit in de Duitse stad Paderborn (Noordrijn-Westfalen). De universiteit had in 2019 in totaal 20.344 studenten en 2.443 werknemers, onder wie 254 professoren en hoogleraren. De universiteit werd opgericht in  1972.
De gebouwen van de universiteit staan enkele kilometers ten zuidoosten van het stadscentrum.

## Geschiedenis
Paderborn heeft eerder, tot het jaar 1802, een universiteit gehad.
De heroprichting in 1972 begon met de fusie van enige hogescholen in uiteenlopende disciplines; de instelling was tot 1993 gedeeltelijk hogeschool, gedeeltelijk universiteit. De computer-pionier Heinz Nixdorf, oprichter van het naar hem genoemde computer-concern, bezorgde de universiteit reeds in haar beginjaren een internationaal onderzoekscentrum in de  informatica. De Universiteit Paderborn was één der zes eerste bezitsters van een internetdomein van Duitsland.
In 2004 en 2009 kwam de universiteit korte tijd in opspraak wegens onvoldoende privacy voor de studenten, respectievelijk onvoldoende organisatorische transparantie; naar verluidt, zijn deze beide problemen nadien adequaat aangepakt. De instelling werkt op het gebied van onder andere informatica samen met de universiteit van Qingdao in de Volksrepubliek China.
Zwaartepunten in de aangeboden studierichtingen zijn de bèta-vakken informatica, economie, techniek en wiskunde en de alfa-vakken  Engelse taal en cultuur, geschiedenis, cultureel erfgoed (in samenwerking met Unesco en daardoor van internationaal belang), muziekwetenschappen en germanistiek). Met name de studierichting informatica is al decennia lang zeer vooraanstaand, zodanig, dat aspirant-studenten rekening moeten houden met een numerus clausus of verzwaarde toelatingseisen. Een belangrijk, in 1987 opgericht, interdisciplinair onderzoeksinstituut is het Heinz Nixdorf Institut.
Om de drie jaar verleent de Universiteit Paderborn een literatuurprijs met de naam Margarete-Schrader-Preis.

## Faculteiten
- I Cultuurwetenschappen:
  - Anglistiek en americanistiek
  - Pedagogische wetenschappen
  - Evangelisch-lutherse theologie
  - Germanistiek en vergelijkende literatuurwetenschap
  - Geschiedenis
  - Humaniora: filosofie, psychologie en sociologie
  - Rooms-katholieke theologie
  - Kunst, muziek, textiel
  - Media-wetenschap
  - Romaanse talen e.d. (romanistiek)
  - Muziekwetenschappelijk seminar Detmold/Paderborn
- II Economische wetenschappen (grotendeels Engelstalig):
  - Management
  - Belasting, accountancy, financiering
  - Economische informatica
  - Economie
  - Economische pedagogiek
  - Rechten
- III Natuurwetenschappen:
  - Natuurkunde
  - Scheikunde
  - Sport en gezondheid
- IV Machinebouw
  - Mechatronica, constructietechniek
  - Proces- en grondstoftechniek
  - Energie- en procestechniek
  - Kunststoftechniek
- V Elektrotechniek, informatica, wiskunde
  - Elektro- en informatietechniek
  - Informatica
  - Wiskunde

### Interdisciplinaire onderzoeksinstellingen
Alleen de Duitse of Engelse naam is weergegeven.
- Center for Optoelectronics and Photonics Paderborn (CeOPP)
- Heinz Nixdorf Institut (HNI)
- Institut für Leichtbau mit Hybridsystemen (ILH)
- Institut für Photonische Quantensysteme (PhoQS)
- Kompetenzzentrum "Musik-Edition-Medien" (ZenMEM)
- Kompetenzzentrum für Nachhaltige Energietechnik (KET)
- Musikwissenschaftliches Seminar Detmold/Paderborn
- Paderborn Center for Advanced Studies (PACE)
- Paderborn Institute for Data Science and Scientific Computing (DaSCo)
- Paderborner Institut für Additive Fertigung (PIAF)
- Paderborn Center for Parallel Computing (PC²)
- Software Innovation Lab (SI-Lab)
- Zentrum für Bildungsforschung und Lehrerbildung (PLAZ-Professional School)
- Zentrum für Geschlechterstudien/Gender Studies (ZG)
- Zentrum für Komparative Theologie und Kulturwissenschaften (ZeKK)

## Afbeeldingen

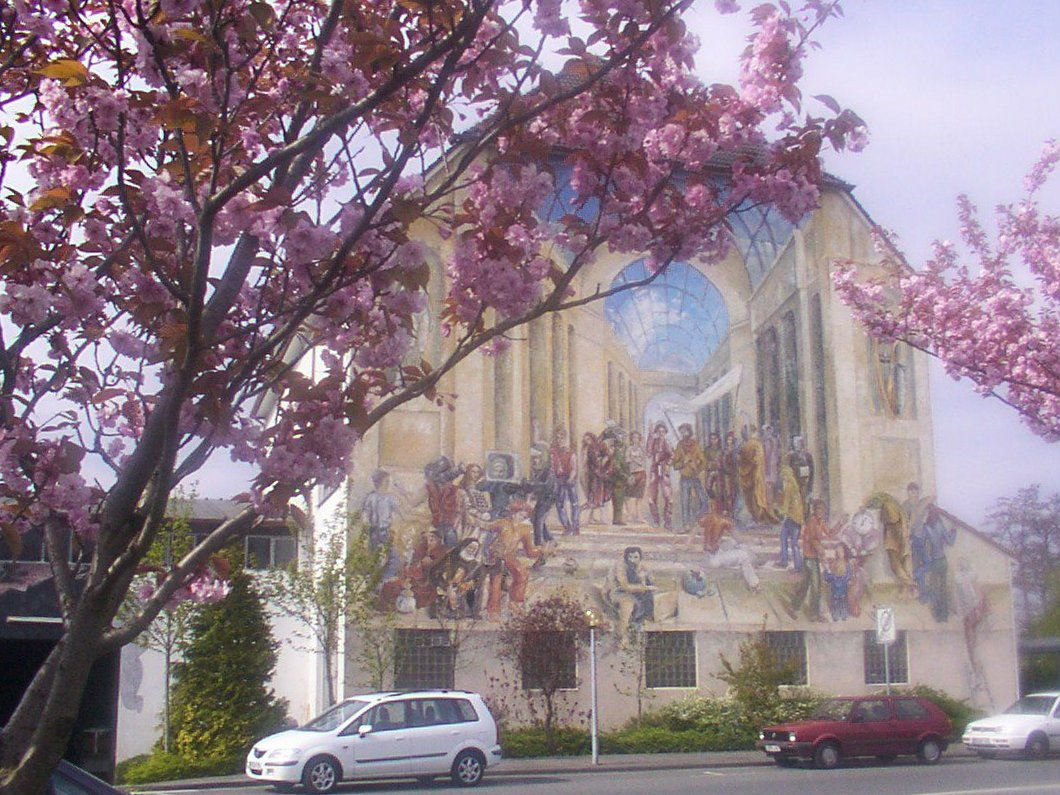
Gebouw Kunstsilo
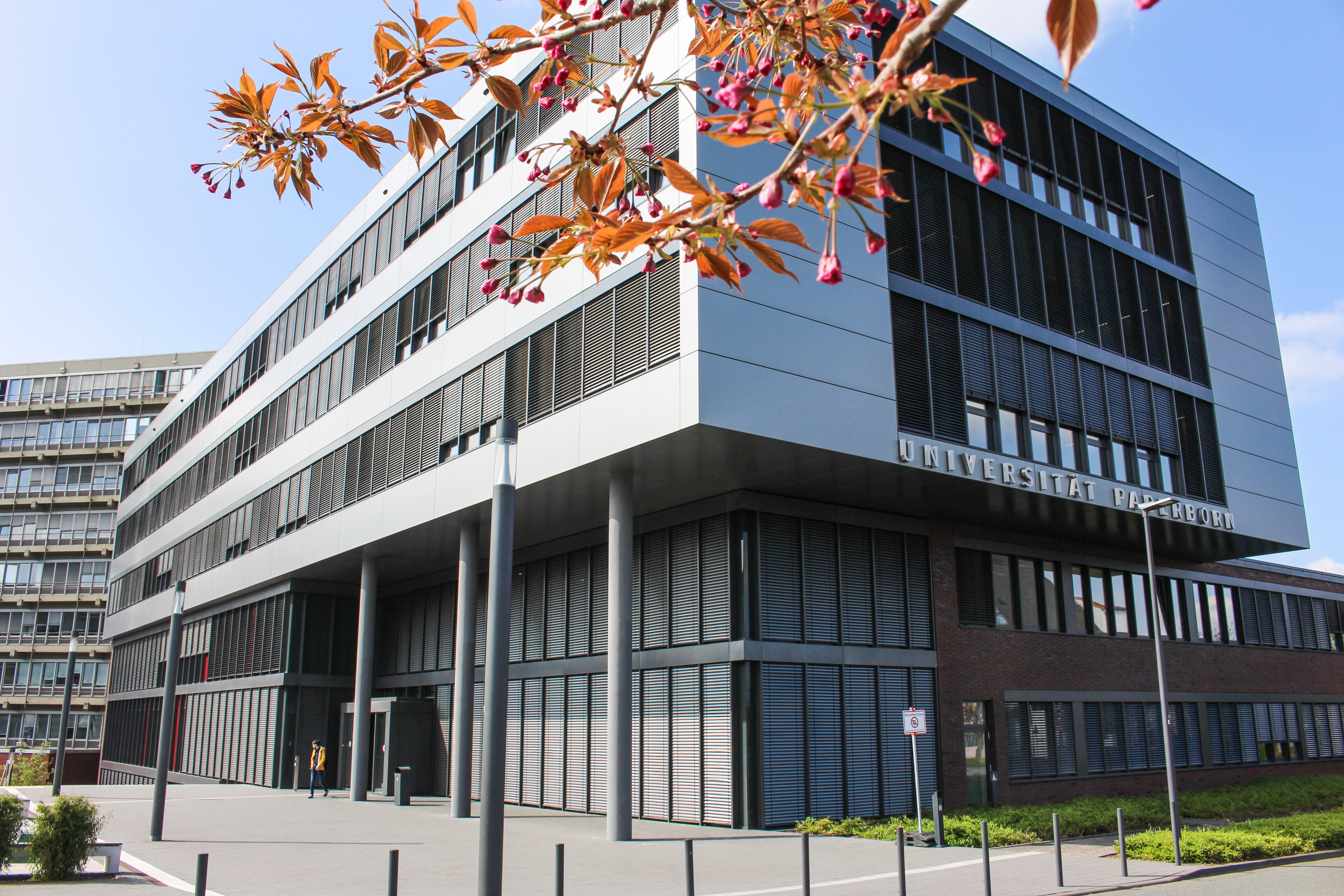
Gebouw Q (economische faculteit)
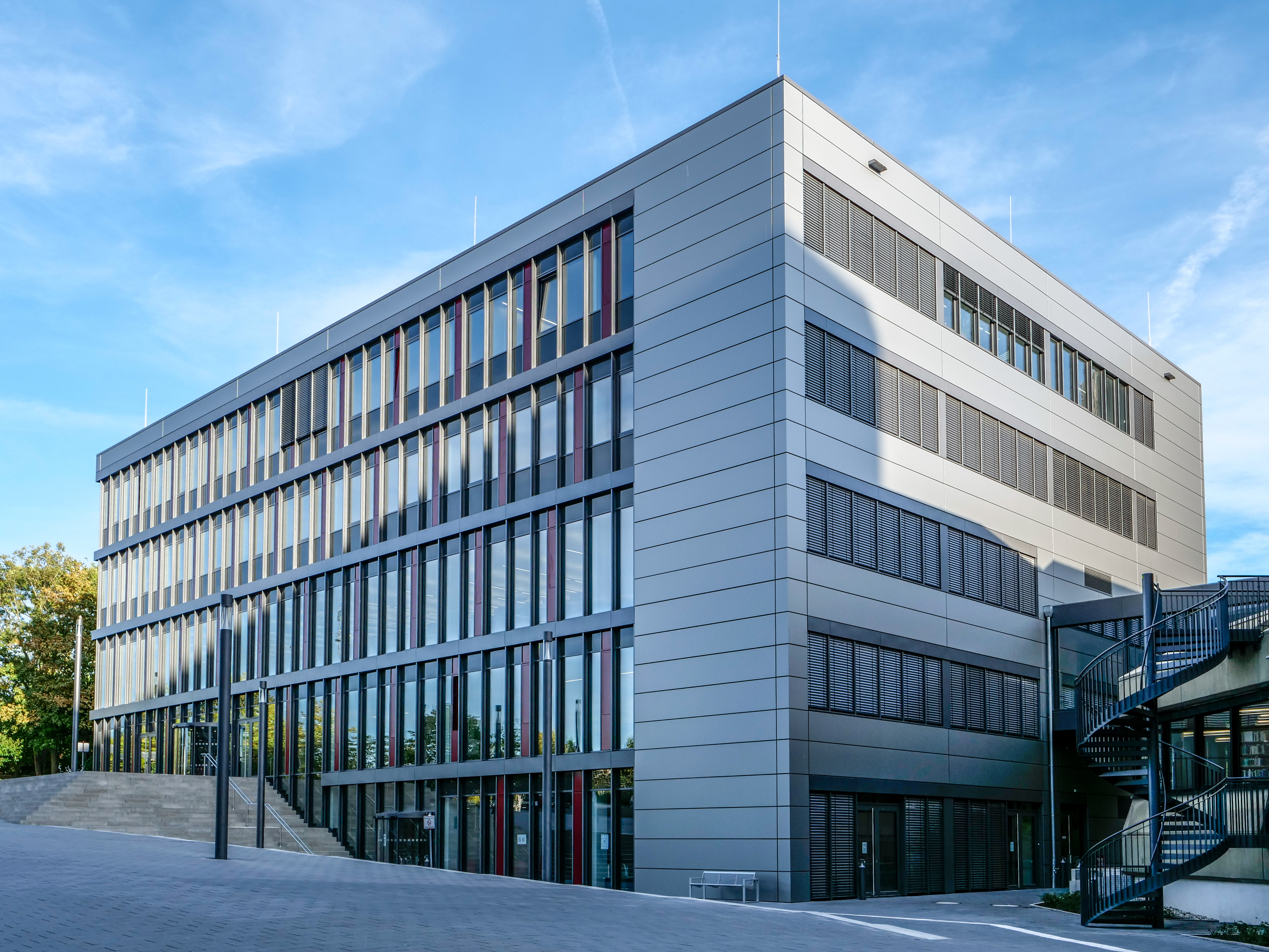
Studie- en bibliotheekcentrum (Gebouw I)
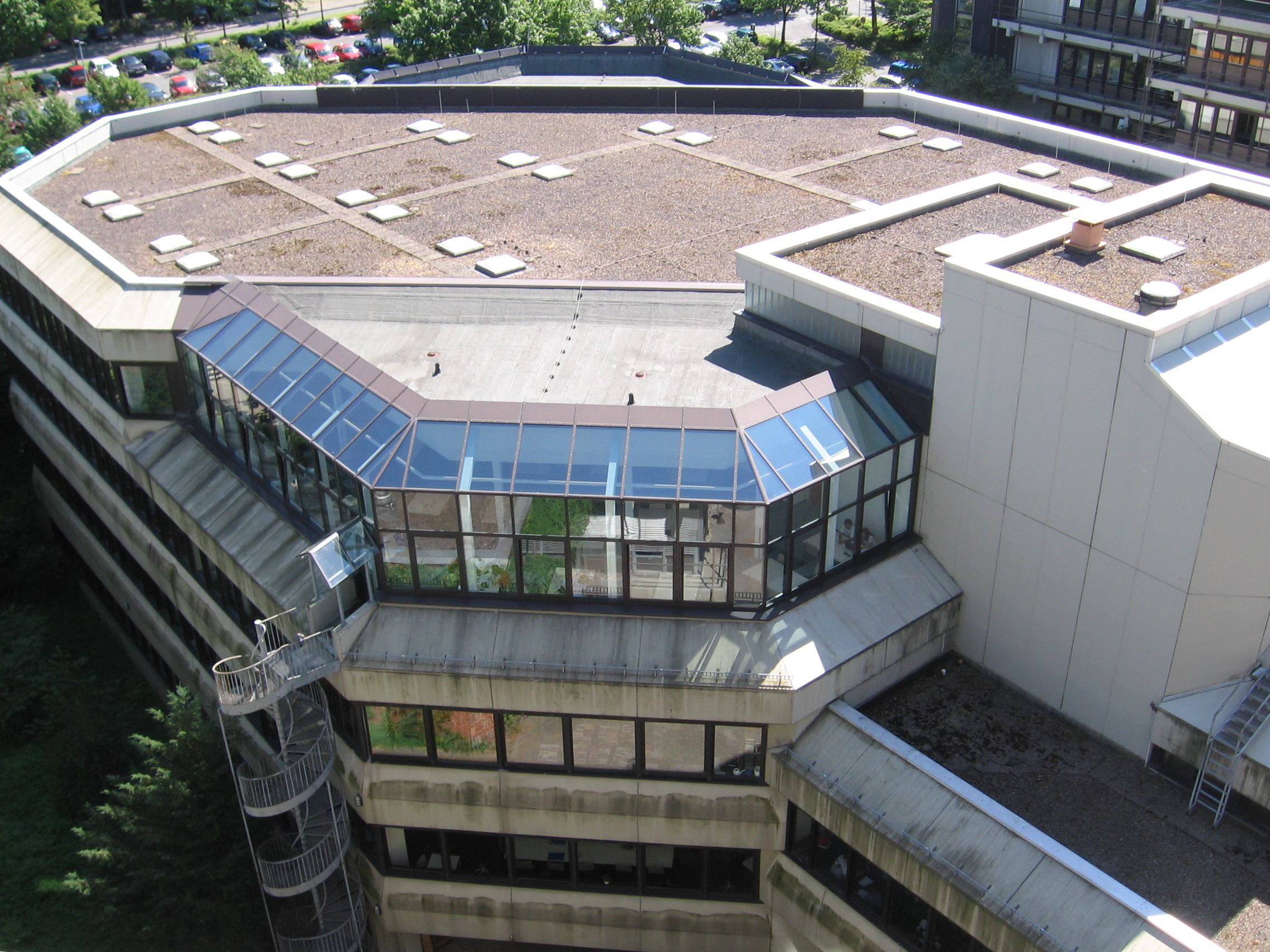
Universiteitsbibliotheek